# Martha Wash
Martha Wash (San Francisco, Califórnia, 28 de dezembro de 1953) é uma cantora e compositora dos gêneros R&B, pop, soul, house e disco. É conhecida por sua poderosa voz soprano.

## Discografia
- 1993 - Martha Wash
- 2005 - Get the Feeling
- 2013 -  "Something Go on"